# Jazz Jackrabbit 2
Jazz Jackrabbit 2 — комп'ютерна гра в жанрі платформер, виробництва Epic Games і Orange Games, що є продовженням серії Jazz Jackrabbit про пригоди кролика Джазза. У цій частині з'являється можливість грати за його брата та сестру: Спеза Слекреббіта (англ. Spaz) та Лорі Джекреббіт (англ. Lori Jackrabbit).

## Сюжет
Після подій гри Jazz Jackrabbit, король і королева планети Керротус відзначили Джазза титулом лицаря за порятунок принцеси Єви Довговух (англ. Eva Earlong), з якою він тепер збирався одружитися. Однак, одруження перервало вторгнення ворога всіх кроликів — черепахи Деван Шелл (англ. Devan Shell) і її поплічників, яка викрала обручку принцеси і втекла. Після такого приниження, Джазза, за наказом королеви Довговух (англ. Queen Earlong), кинуто у в'язницю замку. На щастя, Джазз зумів вибратися з в'язниці і тепер переслідує Деван Шелл, переміщаючись за нею в часі, щоб повернути вкрадену обручку. У порівнянні з першою частиною, гра отримала багатокористувацький режим для змагань у локальній мережі або інтернеті. У грі з'явилася можливість вибору вищої роздільної здатності екрана, відмінної від 320x200 пікселів. Разом із грою на диску постачається потужний редактор рівнів Jazz Creation Station.

## Команда розробників
- Головний програміст: Арджан Брюссі;
- Програмування: Мітчел Оувігенд;
- Дизайнер та продюсер: Кліфф Блежинський;
- Художник, мультиплікатор, дизайнер: Нік Стедлер;
- Анімація, розваги: Ден Додрілл, також відомий як Noogy;
- Музика: Олександр Брендон, відомий як Siren та Sandman у спільнотах демосцени та трекерної музики;
- Звукові ефекти: Нендо Евег;
- Додатковий дизайн рівнів: Джон Макліллан;
- Продюсер, додатковий музичний супровід: Роберт Аллен;
- Розробник звукового рушія: Карло Фогельсенг;
- Додатковий музичний супровід: Шон Гілер.

## Спеціальні видання
- 10 грудня 1998: Jazz Jackrabbit 2: Holiday Hare'98.
- 1 липня 1999: Реліз в Європі Jazz Jackrabbit 2: The Secret Files.
- Різдво 1999: Jazz Jackrabbit 2: The Christmas Chronicles — перевидання Jazz Jackrabbit 2: Holiday Hare'98 на оновленому ігровому рушії Jazz Jackrabbit 2: The Secret Files.

## Критика
| Агрегатор    | Оцінка    |
| ------------ | --------- |
| Master Games | 5 из 10   |
| GEXE         | 49 %      |
| НИМ          | 8,3 із 10 |